# Necrose tubular aguda
A necrose tubular aguda (NTA ou do inglês ATN) é uma das causas e manifestações da Insuficiência renal aguda em sua forma renal (responsável pela grande maioria dos casos 70 a 90%). Trata-se de uma condição médica que envolve a morte de células tubulares que formam os túbulos, as quais transportam a urina para os ureteres enquanto reabsorvem 99% da água (e concentrando os sais e derivados metabólicos). As células tubulares substituem-se continuamente, sendo que se a causa da NTA for removida então as células se recuperam.

Existem duas formas de NTA:
- Isquêmica: onde se manifesta por hipovolemia com hipoperfusão renal;
- Tóxica: causada por Antibióticos, antifúngicos (Anfotericina B), imunossupressores (Ciclosporina e tacrolimus), antivirais (Aciclovir), anti-inflamatórios não hormonais, contrastes radiológicos, pigmentos (Hemoglobina, Mioglobina, Bilirrubinas), peçonhas de animais e metais pesados.

Pode ser classificada como tóxica ou isquêmica. A NTA tóxica ocorre quando as células tubulares são expostas à substâncias tóxicas. A NTA isquêmica ocorre quando as células tubulares não recebem oxigênio suficiente (hipoxia), sendo esta uma condição que estas células são altamente sensíveis, devido ao seu metabolismo muito acelerado.